# 渡邉敬大
渡辺 敬大（わたなべ けいた、7月30日 - ）は、大分放送 (OBS) のアナウンサー。入社1年目には渡邉 敬大名義で活動していた。

## 来歴
福岡県出身。福岡県立筑紫丘高等学校、一橋大学社会学部卒業。大学在学時にはフジテレビアナウンストレーニング講座アナトレにも通っていた。
2019年に大分放送に入社し、同局のアナウンサーになる。同年5月30日には、OBSラジオで放送のニュース番組で初鳴きを果たした。2023年2月19日には、渡辺が制作したドキュメンタリー映像が九州地区ブロックネット番組の『新 窓をあけて九州』で放送された。

## 担当番組

### テレビ番組
- おはようナイスキャッチ[7]
- OBSイブニングプラス[7]

### ラジオ番組
- 音楽な時間[8]
- 情熱ライブ!Voice[7]
- とりまラジオ[7]